# Станко Перпар
Станко „Стане“ Перпар (Планина, 25. јануар 1899 — Логатец, 5. април 1966) био је југословенски атлетичар из Словеније, специјалиста за спринтерске треке на 100 и 200 метара. Био је члан АК Приморје из Љубљане.
О његовој каријери има мало података, али се зна да је најбоље резултате постизао у периоду од 1922. до 1927. године.
Седам пута је био првак Југославије:
- 100 метара — 11,3 (1922), 11,2 (1923), 11,2 (1927)
- 200 метара — 23,6 (1922), 23,6 (1923), 23,6 (1927)
- штафета 4 х 100 метара — штафета Приморја 46,1 (1924.)

На основу резултата постигнутих у 1922. и 1923. години позван је у олимпијску репрезентацију за учешће на Летњим олимпијским играма 1924. у Паризу.
На играма је учествовао у трци на 200 метара, без већег успеха. Испао је у квалификацијама. Такмичио се у групи 11. са три учесника са представницима Белгије и Грчке. Двојица првопласираних су ишли у четвртфинале. Перпар је био последњи и за њега су олимпијске игре биле завршене. Постигнути резултсат није забележен.